# Emma Chamberlain
Emma Frances Chamberlain (San Bruno, California; 22 de mayo de 2001) es una personalidad de internet y youtuber estadounidense. Ganó el Premio Streamy 2018 a Breakout Creator. En abril de 2019, lanzó su primera serie de pódcasts semanales, Anything Goes with Emma Chamberlain. En noviembre de ese año fue incluida en el listado Time 100 Next, preparado por la revista Time y fue considerada por la misma como una de las 25 personas más influyentes de Internet. En 2020, ganó el premio a la "Mejor Podcaster" en los 12th Shorty Awards. También ha sido modelo recurrente para Louis Vuitton. Es dueña de su propia compañía de café y ha aparecido en varias plataformas y medios de comunicación.

## Primeros años
Chamberlain nació el 22 de mayo de 2001 en San Bruno, California. Es hija única de Michael John Chamberlain y Sophia Pinetree Chamberlain. Sus padres se divorciaron cuando tenía cinco años.
Realizó sus estudios en Central Middle School en San Carlos, California y Notre Dame High School, Belmont, una escuela preparatoria católica sólo de niñas, donde estaba en los equipos de animadoras y atletismo, respectivamente. Realizó actividades competitivas de cheerleader durante cinco años y fue miembro del equipo de porristas California All Stars Pink. Dejó la escuela secundaria durante el primer semestre de su tercer año y se graduó después de aprobar el examen de egreso de la escuela secundaria de California.

## Carrera

### YouTube
Chamberlain no se sintió satisfecha en la escuela secundaria al terminar su segundo año. Luego de hablar con su padre, quien la animó a encontrar una pasión fuera de la escuela, decidió iniciar un canal de YouTube. Utilizó un estilo de edición definido por acercamientos de la cámara, agregando pausas y texto a la pantalla.
Emma Chamberlain publicó su primer video en su canal de YouTube el 2 de junio de 2017. Publicó videos casi a diario durante el verano (hemisferio norte) de 2017. A pesar de sus numerosas publicaciones, solo tenía 50 suscriptores después de sus primeros veinte videos. El 27 de julio de 2017, publicó un video titulado "Le debemos una disculpa a Dollar Store". Fue su primer video en hacerse viral y en agosto su canal creció rápidamente de 40 000 suscriptores el 1 de agosto a 150 000 suscriptores el 30 de agosto. Su canal continuó ganando alrededor de 100 000 suscriptores por mes. En diciembre de 2017, hizo su primera colaboración con un famoso YouTuber cuando apareció en una entrevista de diecinueve minutos en el canal de podcast de Cody Ko, Insanely Chill.  
En junio de 2018, Chamberlain se mudó en solitario desde la Área de la Bahía de San Francisco a Los Ángeles. Allí, formó The Sister Squad con los youtubers juveniles James Charles y el dúo de comedia The Dolan Twins.  Los cuatro aparecieron en el YouTube Rewind de 2018. The Sister Squad fue nominada para un premio YouTube Ensemble Shorty Award en 2019. 
A lo largo de 2018, además de los videos colaborativos con los miembros de Sister Squad, Chamberlain, junto con las youtubers femeninas Ellie Thumann y Hannah Meloche, publicaron videos en sus respectivos canales, llamando al trío "The Girdies".
En junio de 2018, Tana Mongeau invitó a Chamberlain a ser un "Creador Destacado" en el evento Tanacon en Anaheim, California, el evento alternativo producido por Mongeau a VidCon y que se desarrollaba al mismo tiempo en un centro de convenciones cercano. La entrevista personal de Chamberlain en el escenario con Mongeau fue el último evento antes de que se cancelara la convención debido a problemas de hacinamiento y seguridad. En julio, Chamberlain firmó por la agencia United Talent Agency.
En la Vidcon de 2019, Snapchat anunció que Chamberlain sería una de las celebridades de varias plataformas de entretenimiento para estrenar un show de creadores durante el año. En los Teen Choice Awards 2019, Chamberlain ganó el premio a Choice Female Web Star.  Durante la Semana de la Moda de Nueva York de septiembre, Chamberlain organizó el evento Generation Next de Teen Vogue, al que asistió la editora en jefe de Voge, Anna Wintour. En los 45.° People's Choice Awards, fue nominada para el premio Social Star. Colaboró con la empresa de gafas Crap Eyewear para una línea de gafas de sol que ayudó a diseñar.[¿cuándo?]  A fines de septiembre de 2019, apareció junto a otras celebridades juveniles de redes sociales en el primer episodio del programa colaboración entre MTV y Snapchat, Teen Code. 
Asistió a su segunda Semana de la Moda de París, patrocinada por Louis Vuitton,[¿cuándo?] realizando una colaboración con la revista Vogue en un video de preparación del proceso. Ha colaborado con Calvin Klein en una serie de videos y sesiones de fotos.[¿cuándo?]  En los Streamy Awards de 2019, Chamberlain fue nominada a creadora del año, Editing y Primera persona. Apareció en una serie de videos en el canal de YouTube de la tienda Target, junto con la estrella de The Office Angela Kinsey y el presentador de Fashion Police, Brad Goreski. Su programa en Snapchat, Adulting With Emma Chamberlain, se estrenó el 4 de noviembre. El 13 de noviembre, la revista Time la incluyó en su lista Time 100 Next y en su lista de las 25 personas más influyentes en Internet, escribiendo que "Chamberlain fue pionera en un enfoque de vlogueo que sacudió la guía de estilo no oficial de YouTube." En diciembre de 2019, apareció en un segmento transmitido en ABC News Nightline, siendo entrevistada acerca de su carrera por el patinador olímpico Adam Rippon.

### Moda y proyectos

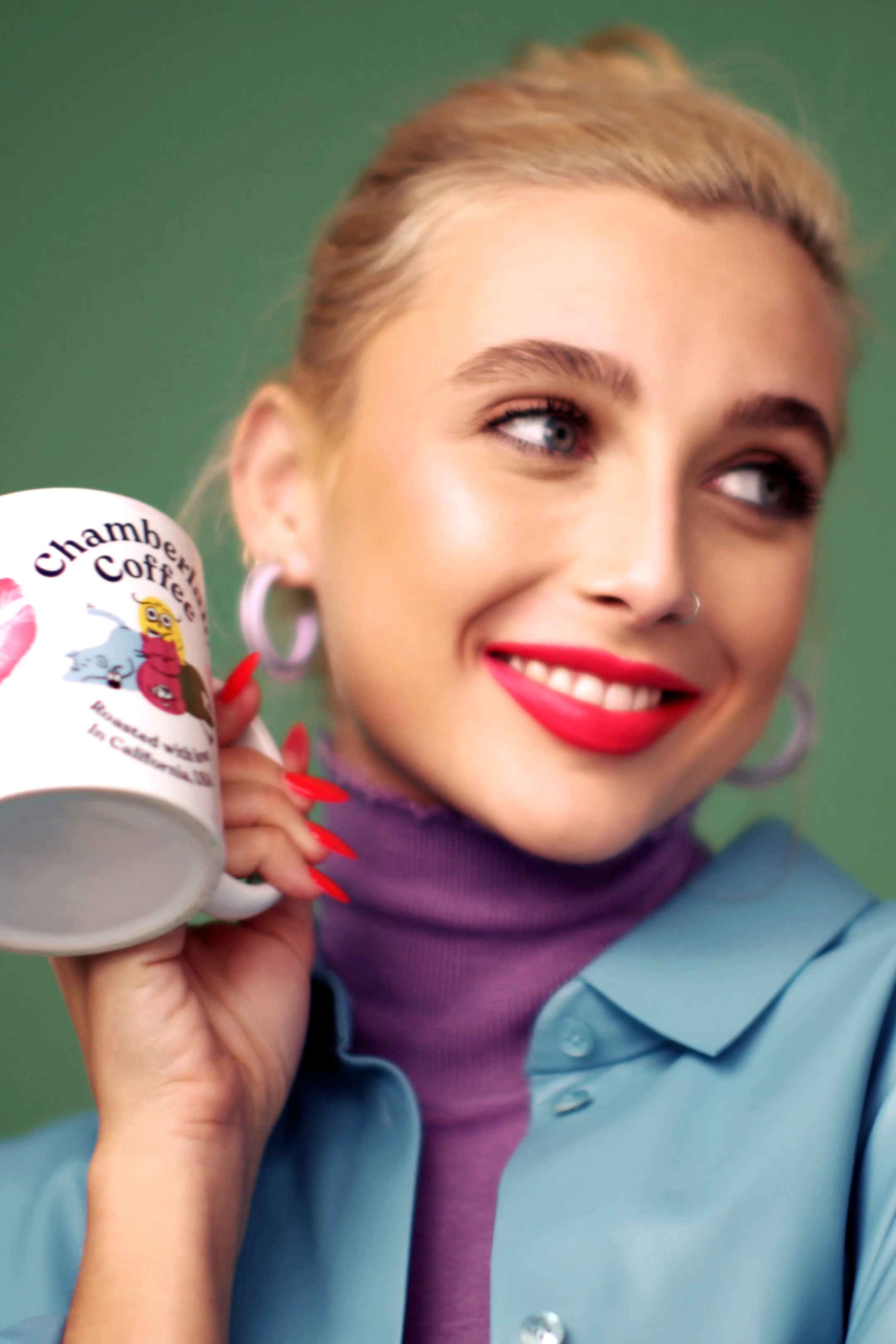
Chamberlain posando con una taza de Chamberlain Coffee.

En marzo de 2018, Chamberlain se asoció con la aplicación de compras Dote. En mayo de 2018, fue llevada por Dote a Austin, Texas, al Festival de Música y Artes de Coachella Valley, y a Fiji con muchas otras YouTubers femeninas. En julio de 2018, Dote lanzó una línea de ropa diseñada por Chamberlain, llamada Low Key / High Key de Emma. Debido a controversias que relacionadas con Dote, Chamberlain finalizó la asociación con ellos a fines de 2018.
Chamberlain asistió a la Semana de la Moda de París en marzo de 2019, en un copatrocinio hecho por YouTube y Louis Vuitton, patrocinio negociado por Derek Blasberg, director de asociaciones de moda y belleza en YouTube. Fue emparejada con la modelo Karlie Kloss en el evento. El 4 de junio de 2019, Chamberlain y The Dolan Twins subieron videos en sus respectivos canales. Esta fue su primera colaboración en video desde los últimos videos de Sister Squad publicados en diciembre del año pasado. La ausencia de James Charles fomentó la creencia de que el Sister Squad se había disuelto.
En diciembre de 2019, Chamberlain lanzó su propia empresa de entrega de café y accesorios en línea, Chamberlain Coffee. La ronda de financiamiento es liderada por inversores clave existentes, incluyendo el constructor de empresas Blazar Capital, la fundadora e inversora Emma Chamberlain y United Talent Agency. Estos inversores anteriores se suman ahora a la firma de capital de crecimiento Volition Capital, que ha respaldado innumerables marcas con seguidores apasionados, Electric Feel Ventures, aceleradora de bebidas de próxima generación, y Noah Bremen, fundador de PLTFRM. El crecimiento de esta empresa ha sido rápido y significativo.
La revista Cosmopolitan colocó a Chamberlain en la portada de su edición de febrero de 2020, describiéndola en la misma como La chica más popular del mundo. En la entrevista, Chamberlain contó detalles sobre cómo lidiar con la dismorfia corporal y su lucha contra los trastornos de conducta alimentaria, y publicó un video sobre la sesión de fotos en su canal de YouTube bajo en título My First American Magazine Cover. Unos meses más tarde, apareció en la portada de la edición italiana de Cosmopolitan, y la versión neerlandesa, Cosmo Girl. Para los premios Shorty de 2020, ganó el premio a Mejor Podcaster por su trabajo en Stupid Genius. Aún asociada con Ramble Official, el 20 de febrero, Chamberlain estrenó su nuevo podcast con formato y nombre, Anything Goes. El 21 de marzo de 2020, Variety informó que había comprado una casa en West Hollywood. Durante la pandemia de COVID-19, Chamberlain fue uno de los creadores que participaron en la campaña de anuncios "Stay Home #WithMe" de YouTube. Grabado antes de la pandemia de COVID-19, el 16 de abril apareció en un episodio de la serie de YouTube de Kevin Hart What The Fit, jugando fútbol con Los Angeles Galaxy.
Allure incluyó a Chamberlain en la portada de su edición de junio-julio de 2020. Durante mediados de 2020, las revistas Vogue Australia y Nylon publicaron artículos sobre ella. Variety la incluyó en su listado "El poder juvenil de Hollywood" durante 2020. El 18 de agosto, publicó un planificador diario, llamado The Ideal Planner a través de la división Gallery Books de la editorial Simon & Schuster. El 26 de agosto, se estrenó su serie en IGTV de Instagram, Styled By Emma. El 1 de septiembre, Chamberlain y James Charles publicaron videos en sus respectivos canales de YouTube, su primera colaboración desde la última ronda de videos de Sister Squad publicados el 25 de diciembre de 2018.
El 13 de septiembre de 2021, Chamberlain asistió a la Met Gala 2021. Llevó Louis Vuitton al evento Lexicon of Fashion in America. También organizó entrevistas con celebridades para la revista de moda Vogue, que posteriormente se publicaron en el canal de YouTube de Vogue.

### Podcast
El 11 de abril de 2019, Chamberlain lanzó el primer episodio de su podcast, Anything Goes (anteriormente llamado Stupid Genius), una serie semanal en la que intenta mantener una conversación continua sobre diversos temas en particular. El programa es producido por Ramble Official en una asociación con Cadence13 y United Talent Agency, que también produce podcasts para otros youtubers como Rhett & Link y Smosh. El podcast aborda una amplia gama de temas como las relaciones, la salud mental, la moda y los sentimientos. Está disponible en Spotify, Apple Podcasts y otras plataformas de podcasts. 

### Imagen pública
Taylor Lorenz de The Atlantic escribió que Chamberlain era "la influencer más comentada del mundo". La revistaTime la incluyó en su lista de 2019 de las 25 personas más influyentes en Internet. En 2019, Jonah Engel Bromwich de The New York Times llamó a Chamberlain "la persona más divertida de YouTube" y afirmó que ella "inventó la forma en que las personas hablan en YouTube ahora, en particular la forma en que comunican autenticidad". En 2020, Forbes incluyó a Chamberlain en su listado "30 Under 30" en la categoría de redes sociales.

## Premios y nominaciones
| Año  | Premio                          | Categoría                     | Candidato(s)                        | Resultado | Ref(s) |
| ---- | ------------------------------- | ----------------------------- | ----------------------------------- | --------- | ------ |
| 2018 | Streamy Awards                  | Breakout Creator              | Ella misma                          | Ganadora  | [ 2 ]  |
| 2018 | Streamy Awards                  | First Person                  | Ella misma                          | Nominada  | [ 2 ]  |
| 2018 | Streamy Awards                  | Creator of the Year           | Ella misma                          | Nominada  | [ 2 ]  |
| 2018 | Shorty Awards                   | Breakout YouTuber of the Year | Ella misma                          | Nominada  | [ 55 ] |
| 2019 | Shorty Awards                   | YouTuber of the Year          | Ella misma                          | Nominada  | [ 56 ] |
| 2019 | Teen Choice Awards              | Choice Female Web Star        | Ella misma                          | Ganadora  | [ 57 ] |
| 2020 | Shorty Awards                   | Best Podcaster                | Ella misma                          | Ganadora  |        |
| 2020 | Streamy Premios                 | Creator of the Year           | Ella misma                          | Nominada  | [ 58 ] |
| 2020 | Streamy Premios                 | First Person                  | Ella misma                          | Ganadora  | [ 58 ] |
| 2020 | Streamy Premios                 | Podcast                       | Anything Goes with Emma Chamberlain | Nominada  | [ 58 ] |
| 2020 | Streamy Premios                 | Editing                       | Ella misma                          | Nominada  | [ 58 ] |
| 2020 | Streamy Premios                 | Creator Product               | Chamberlain Coffee                  | Ganadora  | [ 58 ] |
| 2020 | Peoples Choice Awards           | Social Star of 2020           | Ella misma                          | Ganadora  |        |
| 2020 | Peoples Choice Awards           | Pop Podcast of 2020           | Anything Goes with Emma Chamberlain | Ganadora  |        |
| 2025 | Nickelodeon Kids' Choice Awards | Creadora favorita             | Ella misma                          | Nominada  | [ 59 ] |